# Прохоров, Константин Александрович
Константин Александрович Прохоров (20 декабря 1924, Караваево, Московская губерния — 26 марта 2022, Орудьево, Московская область) — советский украинский и российский художник . Народный художник Российской Федерации (2011). Заслуженный деятель искусств Украинской ССР (1960). Участник Великой Отечественной войны.

## Биография
Константин Александрович Прохоров родился 20 декабря 1924 года в селе Караваево Воспушенской волости Орехово-Зуевского уезда Московской губернии, ныне деревня входит в Пекшинское сельское поселение Петушинского района Владимирской области. В семье было 3 сына.
С 1-го по 9-й класс учился в средней школе города Кольчугино и одновременно посещал изостудию при клубе имени Ленина, которой руководили художники А.И. Кукин и А.И. Клыгин.
В 1940 году поступил в Ивановское художественное училище. Окончив два курса (помешала война), вернулся Кольчугино и стал работать в ремонтно-механическом цехе № 9 завода имени Орджоникидзе, где работал его отец Александр Прокофьевич Прохоров.
24 октября 1942 года был призван Рабоче-крестьянскую Красную Армию Кольчугинским РВК Московской области. Участник Великой Отечественной войны. Служил в различных частях: военно-пересыльных пунктах городов Иванова, Москвы, в дезотряде № 272, в полку связи. Был ранен. Проходил лечение в сортировочном эвакогоспитале №1074 на территории Арзамасского района Горьковской области.
В 1944 году вернулся в Кольчугино и работал на заводе, а в 1945 году, после окончания войны, уехал доучиваться в Иваново. В 1946 году окончил 3-й курс Ивановского художественного училища и уехал в Симферополь, где в 1948 году окончил Симферопольское художественное училище им. Н. С. Самокиша.
В 1948 году был принят в члены Союза художников СССР.
С 1948 по 1950 год работал младшим научным сотрудником в Областной картинной галерее  им. Айвазовского.
В 1949—1954 годах преподавал в Симферопольском художественном училище им. Н. С. Самокиша.
В 1955—1965 годах возглавлял Крымское областное отделение Союза художников Украины. В 1957—1968 годах был членом правления Союза художников СССР. Избирался делегатом I и II Всесоюзных съездов Союза художников СССР. Четырежды избирался депутатом городского Совета депутатов трудящихся Симферополя.
В 1959 году вступил в КПСС.
Заочно окончил в Ленинградский институт живописи, скульптуры и архитектуры имени И.Е. Репина [уточнить]<в каком году?>.
В 1958—1973 годах совершил творческие поездки по стране и за её рубежами, результатом которых явились новые картины, посвящённые природе и людям Сибири и Зауралья, Вологодчины и Архангельского края.
В 1974 году художник с семьей переехал из Крыма в село Орудьево Дмитровского района Московской области. Здесь он активно участвовал в художественной и общественной жизни Московского областного отделения Всероссийской творческой общественной организации «Союз художников России», творчески и плодотворно работал над своими новыми произведениями.
17 января 2015 года его дом в Орудьево сгорел, вместе с ним сгорело более ста картин художника. В это время в дмитровском музее работала персональная выставка Константина Прохорова. Благодаря этой выставке значительная часть лучших работ мастера избежала гибели. Муниципальные власти распорядились помочь почетному гражданину Дмитрова, за два месяца новый дом был построен.
Константин Александрович Прохоров скончался 26 марта 2022 года в селе Орудьево города областного подчинения Дмитров с административной территорией Московской области. Отпевание прошло 29 марта в Успенском соборе города Дмитрова. Похоронен на кладбище села Орудьево города областного подчинения Дмитров с административной территорией Московской области.

## Творчество
В своем творчестве следует традициям русского реалистического искусства, работает в жанрах тематической картины, портрета, пейзажа, натюрморта.
К. А. Прохоров принимал активное участие в городских, областных, республиканских и всесоюзных художественных выставках, а также выставках-продажах произведений российских художников в Польше, Венгрии, Японии, Голландии, Германии. Произведения К. А. Прохорова находятся в музейных собраниях России и за рубежом.
В 1955 году, во время проведения выставки в Государственной Третьяковской галерее, две его работы: «Цветущий миндаль» и «Артековская бухта» понравились и были подарены Индире Ганди и ее отцу Джавахарлалу Неру.
Некоторые картины были изданы на почтовых открытках.

## Награды и звания
- Народный художник Российской Федерации, 19 мая 2011 года[8].
- Заслуженный деятель искусств Украинской ССР, 1960 год.
- Орден Отечественной войны II степени, 6 апреля 1985 года[9]
- Орден «Знак Почёта».
- Юбилейная медаль «За доблестный труд. В ознаменование 100-летия со дня рождения Владимира Ильича Ленина».
- Медаль «За победу над Германией в Великой Отечественной войне 1941—1945 гг.».
- Почётный гражданин города Дмитров, 18 августа 2009 года[10]
- Знак губернатора Московской области «За полезное»[11]
- «Почётный ветеран Московской области»[12]

## Память
- Открытая муниципальная военно-спортивная игра, посвящённая памяти ветерана Великой Отечественной войны, народного художника России  Константина Александровича Прохорова[13]